# Бунтівна барикада
«Бунтівна барикада» — радянський кольоровий історико-революційний художній фільм режисера Юрія Швирьова, знятий на Кіностудії ім. М. Горького в 1978 році. Прем'єра фільму відбулася 30 квітня 1979 року.

## Сюжет
Фільм розповідає про один з епізодів життя російського революціонера Федора Андрійовича Сергєєва (Артема) після революції 1905 року, якого царська влада схопила і вела судовий процес над керівником повстання в Южгороді. Соратникам і друзям революціонера вдається врятувати Артема і зберегти йому життя.

## У ролях
- Микола Єременко (молодший) —  Василь Степанов
- Євген Герасимов —  Клюєв
- Микола Гриценко —  прокурор
- Ірина Малишева —  Зоя
- Леонід Неведомський —  адвокат
- Олександр Потапов — другорядна роль
- Світлана Харитонова — другорядна роль
- Тимофій Співак — другорядна роль
- Сергій Плотников —  Андрій Степанов
- Борис Рижухін —  голова суду
- Валентина Телегіна — другорядна роль
- Наталія Мартінсон — другорядна роль
- Галина Кравченко —  дама в жалобі
- Наталія Дмитрієва —  Багрова, революціонерка
- Володимир Мащенко — епізод
- Михайло Бочаров — епізод
- Вадим Вільський — епізод
- Юрій Потьомкін — епізод
- Ааро Пярн — епізод
- М. Мінаєв — епізод
- Рустік Мусатов — епізод
- Віктор Мурганов — епізод
- Георгій Всеволодов — генерал-губернатор
- Віктор Лазарев — епізод (немає в титрах)

## Знімальна група
- Автор сценарію: Соломон Розен
- Режисер-постановник: Юрій Швирьов
- Оператор-постановник: Олег Кобзєв
- Художник-постановник: Альфред Таланцев
- Композитор: Богдан Троцюк
- Звукорежисер: Олександр Голиженков
- Монтаж: Галина Угольникова